# Remonte (pelota vasca)
El remonte es un tipo de juego de pelota vasca que se practica con la cesta que da nombre al juego. En esta modalidad, la pelota se golpea con el remonte a la altura de la mano y se le hace remontar la cesta hasta salir por la punta. Este movimiento es continuo y la pelota nunca puede detenerse, lo cual hace del remonte una modalidad única respecto de las otras modalidades de juego con cesta.
Esta modalidad de juego de pelota vio la luz en 1904, gracias a la iniciativa de Juanito Moya, pamplonés nacido en la calle Tejería. En su momento constituyó toda una novedad en una sociedad en la que la pelota acaparaba mucho protagonismo, y en especial el juego en los frontones largos. Moya, un pelotari menudo, ideó esta herramienta para hacer frente a otros contrincantes más potentes, contra los que se enfrentaba en la modalidad de guante en el ya extinto frontón conocido como Juego Nuevo. Las cestas de remonte las fabricaba el cestero tolosarra Aguirre, por aquel entonces eran más pequeñas y de menos curvatura que las actuales. 
En la actualidad la gran novedad son las cestas de material sintético, que abarata el coste y son más resistentes. El resultado fue un éxito tremendo, pues gracias al remonte este pequeño pelotari lograba extender la pelota más lejos y con más velocidad que cualquier otro. La noticia corrió como la pólvora en los ambientes pelotazales navarros y guipuzcoanos, de forma que en unos años ya había dos cuadros de remontistas profesionales, uno en Pamplona y otro en San Sebastián.
En la actualidad, el ámbito de la modalidad se limita a un único cuadro de pelotaris profesionales, que disputan sus partidos en los frontones Euskal Jai Berri, de Huarte, y Galarreta de Hernani. Las medidas de la cesta son de 7 dm de longitud, 7 cm de profundidad de la cesta y un peso de entre 350 y 400 g.
Se considera que los dos más grandes remontistas de la historia son los navarros Jesús Abrego y Koteto Ezkurra.
En abril de 2013, y promovido por la empresa Magnesitas Sorianas y organizado por la Fundación Remonte Euskal Jai Berri, se desarrollará un torneo de remonte con competiciones en Duruelo, Soria, Ágreda y Ólvega, que favorecerá que el remonte acabe siendo también un deporte soriano.